# Мидвеј (округ Санта Роса, Флорида)
Мидвеј (енгл. Midway, Santa Rosa County) насељено је место без административног статуса у америчкој савезној држави Флорида.

## Демографија
По попису из 2010. године број становника је 16.115.
| Група             | 2000.    | 2010.          |
| Белци             | 0 (0,0%) | 14.329 (88,9%) |
| Афроамериканци    | 0 (0,0%) | 322 (2,0%)     |
| Азијати           | 0 (0,0%) | 301 (1,9%)     |
| Хиспаноамериканци | 0 (0,0%) | 740 (4,6%)     |
| Укупно            | 0        | 16.115         |